# Ӕ (кирилиця)
Ӕ, ӕ — кирилична літера. Використовується в осетинській абетці, де займає 2-гу позицію. Ця літера є лігатурою А та Е, аналогічна Æ в латинській графіці, звідки є запозиченою.